# Henk Woldring
Hendrik Egbert Sipke (Henk) Woldring (Leeuwarden, 25 juli 1943) is een Nederlands politicus en hoogleraar en was van 1999 tot 2007 lid van de CDA-fractie in de Eerste Kamer. Hij is sinds 1986 hoogleraar politieke filosofie aan de Vrije Universiteit te Amsterdam. In de Eerste Kamer hield Woldring zich bezig met wetenschapsbeleid, onderwijs en cultuur.
Na het volgen van de ulo (1955 - 1958) en de hbs (1958 - 1963) ging Woldring sociologie studeren aan de Rijksuniversiteit Groningen. Hierna studeerde hij ook nog filosofie aan de Vrije Universiteit Amsterdam van 1968 tot 1971 en voor enige tijd aan de Goethe Universität te Frankfurt. Hij was tegelijk vanaf 1969 wetenschappelijk medewerker aan de Vrije Universiteit. In 1976 promoveerde hij aan de VU in de wijsbegeerte op het proefschrift Tussen handelingsvrijheid en gedragsbeheersing. Een sociaal-filosofische studie over de vrijheid tot en de beheersing van het sociaal handelen in de sociologische teorie.
In 1986 werd Woldring benoemd als hoogleraar politieke filosofie aan diezelfde universiteit. Vanaf 1970 was hij lid van de ARP en hij zat in het partijbestuur toen die fuseerde tot het CDA in oktober 1980. Ook was hij bestuurslid van het Wetenschappelijk Instituut van de ARP (de Dr. Abraham Kuyperstichting), een functie die hij nog twee jaar zou voortzetten bij het Wetenschappelijk Instituut voor het CDA. Daarnaast was hij ook lid van het bestuur van de Stichting CDA-huisvesting, en bij de CDA-afdeling Amstelveen (1983-1985).
In juni 1999 werd Woldring gekozen als lid van de Eerste Kamer der Staten-Generaal, wat hij tot zijn aftreden om persoonlijke redenen in 2007 zou blijven.
Op 20 oktober 2010 kondigde hij aan zijn CDA lidmaatschap te hebben opgezegd vanwege de samenwerking die deze partij met de discriminatoire PVV was aangegaan en de anti-intellectuele interne machtsstrijd die daarmee gepaard ging.